# Discoramulina
Discoramulina es un género de foraminífero bentónico de la subfamilia Ramulininae, de la familia Polymorphinidae, de la superfamilia Polymorphinoidea, del suborden Lagenina y del orden Lagenida. Su especie-tipo es Discoramulina bollii. Su rango cronoestratigráfico abarca desde el Luteciense (Eoceno medio) hasta la Actualidad.

## Discusión
Clasificaciones previas incluían Discoramulina en la superfamilia Nodosarioidea.

## Clasificación
Discoramulina incluye a las siguientes especies:
- Discoramulina bollii
- Discoramulina sarasuae